# 趕羊旦
趕羊旦，山西稱為趕羊蛋、鲁西南稱為喝三壶、胶东称为喝三碗，固阳稱為灌球，是流傳於中國北部省份的兩人傳統棋類。

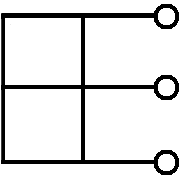
趕羊旦棋盤

## 棋具
- 棋盤為田字型缺一左或右側邊，在缺邊的三端各畫一圈。

- 每方三子，以顏色區分。

## 棋規
- 初始布置時，每方布於己側底行。

- 每人輪流沿線移動一枚己棋移至鄰近的空棋點。

- 不得讓敵方不能行棋。

- 將敵方三枚全位於三個圈而獲勝。[1][2][3][4][5][6]